# 846 Lipperta
846 Lipperta је астероид главног астероидног појаса са пречником од приближно 52,41 .
Афел астероида је на удаљености од 3,707 астрономских јединица (АЈ) од Сунца, а перихел на 2,548 АЈ. 
Ексцентрицитет орбите износи 0,185, инклинација (нагиб) орбите у односу на раван еклиптике 0,263 степени, а орбитални период износи 2020,698 дана (5,532 година). 
Апсолутна магнитуда астероида је 10,26 а геометријски албедо 0,050.
Астероид је откривен 26. новембра 1916. године.